# Musikjahr 1696
Liste der Musikjahre

◄◄ | ◄ | 1692 | 1693 | 1694 | 1695 | Musikjahr 1696 | 1697 | 1698 | 1699 | 1700 | ► | ►►

Weitere Ereignisse
Dieser Artikel behandelt das Musikjahr 1696.

## Ereignisse
- Johann Joseph Fux ist zu dieser Zeit Organist am Schottenstift (bzw. in der Schottenkirche) in Wien und heiratet am 5. Juni Juliana Clara, Tochter des niederösterreichischen Regierungssekretärs Johann Josef Schnitzenbaum. Zu seinen Trauzeugen gehört ein kaiserlicher Kammermusiker.
- Der als „Nachtigall von Neapel“ berühmte Sopranist Matteuccio singt in der ersten Jahreshälfte für den „Musik-Kaiser“ Leopold I. in Wien und wird für seine Gesangskünste wahrlich kaiserlich belohnt. Trotzdem kehrt der Sänger rechtzeitig zurück nach Neapel, um im Juli während märchenhafter Festlichkeiten zur Eröffnung der Meeres-Promenade in der Villa des spanischen Vizekönigs in Posillipo in Alessandro Scarlattis Serenata Venere, Adone et Amore aufzutreten.
- Giacomo Antonio Perti wird Kapellmeister an der Basilika San Petronio in Bologna. Er wird diese Aufgabe sechzig Jahre lang wahrnehmen.
- Francesco Antonio Pistocchi wird zusammen mit seinem Freund Giuseppe Torelli und Nicola Paris durch Markgraf Georg Friedrich II. von Brandenburg-Ansbach angeworben und wird als Maestro di Cappella (Kapellmeister) tätig.
- Agostino Steffani übersiedelt nach Brüssel.

### Uraufführungen

#### Bühnenwerke

##### Oper
- 25. Februar: Das Trauerspiel Mahumet II. von Reinhard Keiser auf das Libretto von Friedrich Christian Bressand hat seine Uraufführung am Theater am Gänsemarkt in Hamburg. Vermutlich wurde der osmanische Sultan Mehmet II von Keiser als Vorbild genommen.
- 00. Februar: Das Singspiel Circe oder des Ulisses erster Theil von Reinhard Keiser auf das Libretto von Friedrich Christian Bressand wird erstmals im Hägener Rathaus in Braunschweig aufgeführt.
- 00. Februar: Das Singspiel Penelope oder Ulysses ander Theil von Reinhard Keiser auf das Libretto von Friedrich Christian Bressand wird im Hägener Rathaus in Braunschweig uraufgeführt.
- 01. Mai: Im Teatro Comunale von Reggio Emilia wird die Oper Almansorre in Alimena von Carlo Francesco Pollarolo uraufgeführt, die Bühnenbilder schufen die Brüder Francesco und Ferdinando Bibiena. In der Titelrolle erscheint der berühmte Altist Siface,[1] der nur ein Jahr später ermordet werden wird.
- 15. Juli: Festliche Uraufführung von Alessandro Scarlattis Serenata Venere, Adone et Amore (auch: Dal giardin del piacere; Libretto: Francesco Maria Paglia) in den am Meer gelegenen Gärten der Villa des spanischen Vizekönigs in Posillipo bei Neapel. Die Rolle des Adonis singt Matteuccio.

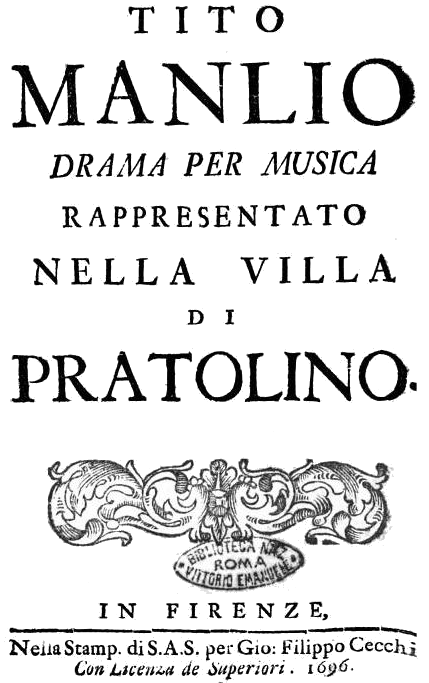
Titelseite des Librettos der Oper Tito Manlio

- 20. September: Die Uraufführung von Carlo Francesco Pollarolos Tito Manlio auf das Libretto von Matteo Noris erfolgt im Theater von Prinz Ferdinando de’ Medici in der Sommerresidenz des Großherzogs der Toskana in Pratolino, bevor sie zur folgenden Karnevalssaison im Teatro San Giovanni Crisostomo mit großem Erfolg in Venedig aufgeführt wird.
- 27. Dezember: Die Uraufführung der Oper Il trionfo di Camilla regina de Volsci von Giovanni Bononcini erfolgt am Teatro San Bartolomeo in Neapel. Weitere Werke von Bononcini, die in diesem Jahr erstmals aufgeführt werden, sind:
  - die Oper L’amore eroica fra pastori
  - die Serenata Amor per amore
- In Salzburg werden zwei Opern von Heinrich Ignaz Franz Biber uraufgeführt:
  - Alfonsus hujus nominis decimus Hisparniarum rex... (C. App. 21) auf das Libretto von Augustin Kendlinger; nur Text erhalten
  - Boni corvinon dissimilia... (C. App. 22); nur Text erhalten
- Das Singspiel Orpheus von Reinhard Keiser auf das Libretto von Friedrich Christian Bressand wird im Hägener Rathaus in Braunschweig erstmals aufgeführt.
- In Venedig hat die Oper Tirsi mit der Musik von Antonio Lotti, Antonio Caldara und Attilio Ariosti sowie dem Text von Apostolo Zeno Uraufführung.
- Das „Singe-Spiel“ Der Siegende Alcides von Agostino Steffani auf das Libretto von Ortensio Mauro wird in Hamburg am Theater am Gänsemarkt erstmals aufgeführt.
- Tomaso Albinoni – Zenone, Imperator d’Oriente
- Giuseppe Aldrovandini – Dafni
- John Eccles – The Loves of Mars and Venus (mit Gottfried Finger, London)
- Johann Philipp Krieger – Die Libysche Thalestris
- Bernardo Pasquini – Radamisto

### Instrumentalmusik

#### Kammermusik
- Henrico Albicastro – „Il giardino armonico sacro-profano di dodici suonate in due parti, parte I dell’opera terza continente VI suonate a tre stromenti col basso per l’organo“ (Brügge)
- Heinrich Ignaz Franz Biber – Harmonia Artificioso-Ariosa Diversimodè accordata et In septem Partes vel Partias distributa à 3. Instrum:, also „Kunstreich-melodiöser Wohlklang in verschiedenen Stimmungen und in sieben Teilen oder Partien für drei Instrumente angeordnet“
- Dieterich Buxtehude – VII suonate, op. 2
- Johann Paul von Westhoff – 6 Suiten für Violine allein (Dresden)

#### Cembalo

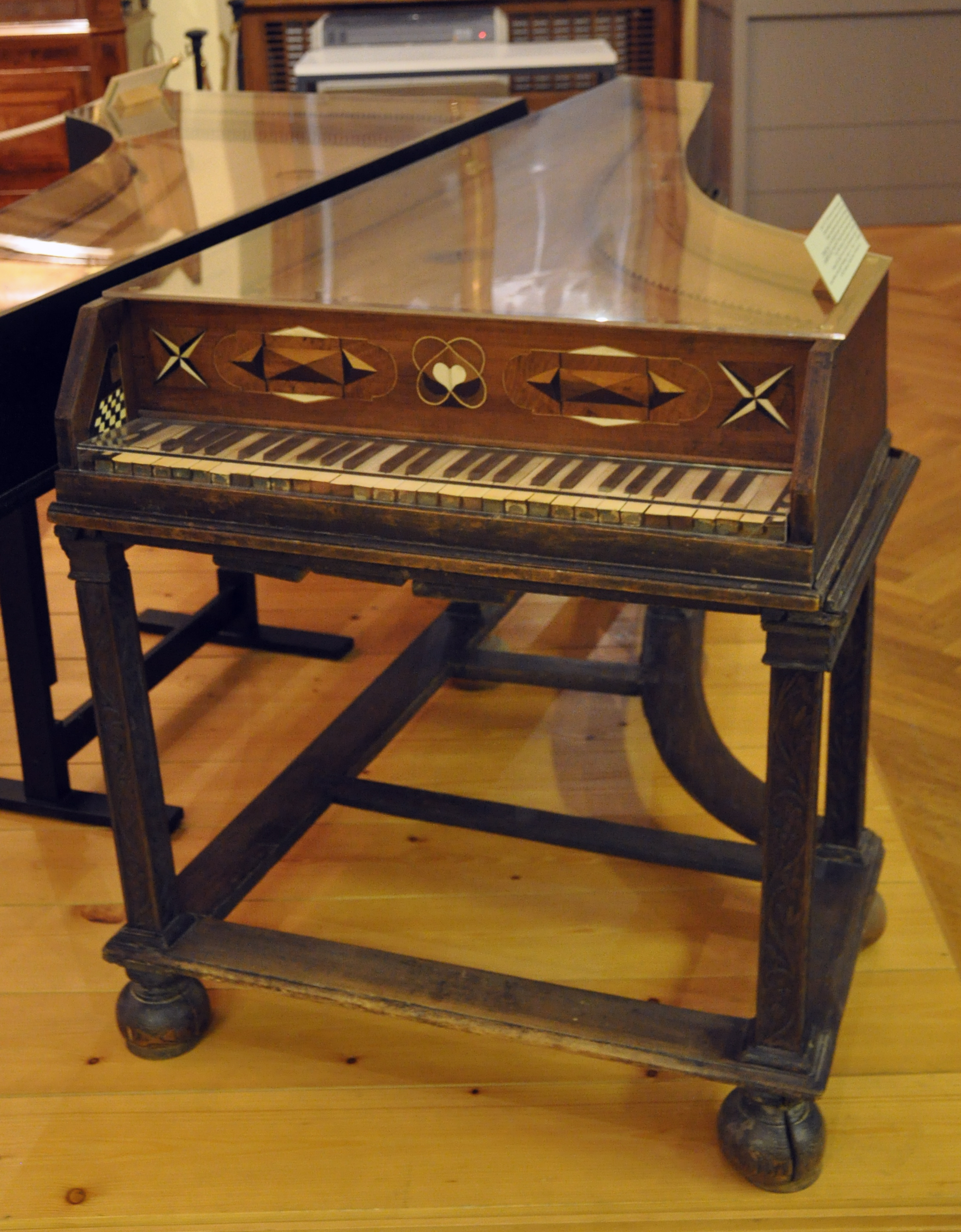
Das älteste erhaltene in Wien 1696 gebaute Cembalo, bezeichnet „H. N. 1696“ (wohl Besitzermonogramm)

- Johann Kuhnau – 7 Sonaten: Frische Clavier Früchte

#### Orgel
- Giovanni Battista degli Antonii – Versetti für Orgel, op. 7
- Franz Xaver Murschhauser – Octi-tonium novum organicum, octo tonis ecclesiasticis, ad Psalmos, & magnificat (für Orgel)

### Vokalmusik
- 11. Juli: Die Missa S. Henrici in C-Dur (C. 6) von Heinrich Ignaz Franz Biber wird erstmals aufgeführt. Biber hat das Werk zum Eintritt seiner Tochter Maria Anna Magdalena in das Benediktinen-Frauenstift Nonnberg als Nonne komponiert.
- John Blow – Ode on the Death of Purcell

### Instrumentenbau
- In der Werkstatt von Antonio Stradivari werden die heute unter dem Namen Archinto und Bratsche des Cuarteto Real bekannten Bratschen produziert sowie die Violoncelli Bonjour, Prince Gursky und Lord Aylesford.

## Geboren

### Geburtsdatum gesichert
- 10. Februar: Johann Melchior Molter, deutscher Violinist, Komponist und Kapellmeister († 1765)
- 17. Februar: Ernst Gottlieb Baron, deutscher Komponist, Musiktheoretiker und Lautenist († 1760)
- 29. Februar: Esprit Antoine Blanchard, französischer Musikmeister, Königlicher Kapellmeister am französischen Hof und Komponist († 1770)
- 17. März: Johann Christian Dotzauer, deutscher Orgelbauer († 1773)
- 02. April (getauft): Francesca Cuzzoni, italienische Sopranistin und Händel-Interpretin († 1778)
- 14. Mai: Johann Samuel Ehrmann, deutscher Hofkapellmeister († 1749)
- 02. Juni: Johann Caspar Vogler, deutscher Organist und Komponist († 1763)
- 05. Juni: Franciscus Volckland, deutscher Orgelbauer († 1779)
- 12. August: Maurice Greene, englischer Komponist und Organist († 1755)
- 31. August: Johann Paul Kunzen, deutscher Organist und Komponist († 1757)
- 2. September: František Antonín Míča, mährischer Komponist, Kapellmeister und Sänger († 1744)
- 11. November: Andrea Zani, italienischer Violinist und Komponist († 1757)
- 25. Dezember: Johann Ernst IV., Herzog von Sachsen-Weimar und Komponist († 1715)

### Genaues Geburtsdatum unbekannt
- Esprit Philippe Chédeville, französischer Musette-Virtuose und Komponist († 1762)
- Anna Maria dal Violin, italienische Violinistin und Geigenpädagogin († 1782)

## Gestorben

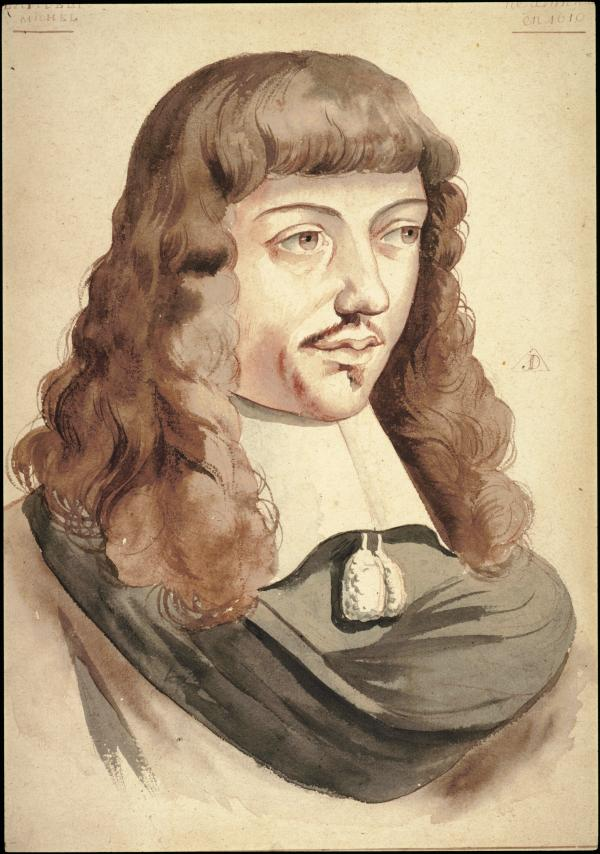
Michel Lambert; † 29. Juni

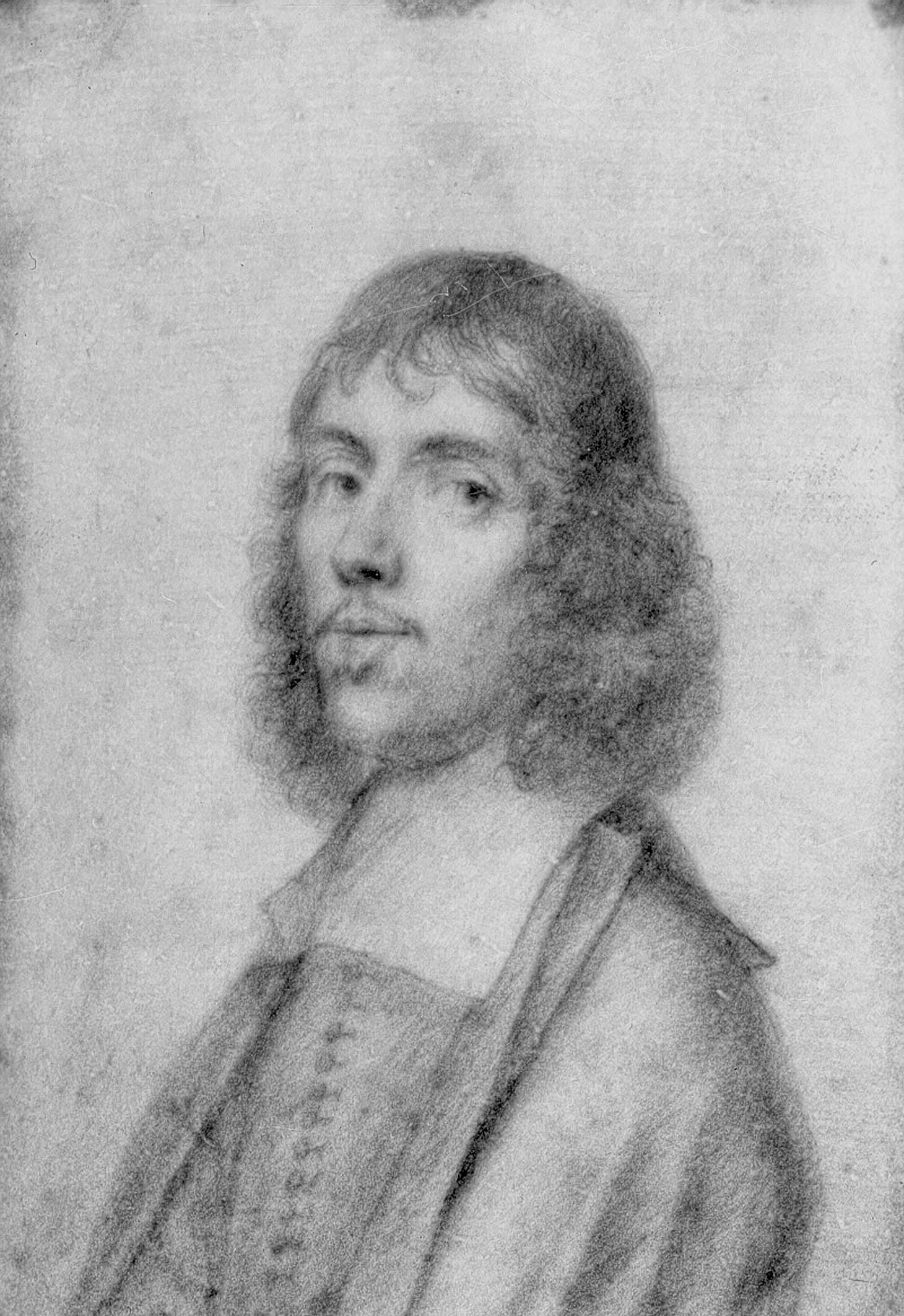
Lambert Pietkin; † 16. September

- 21. April: Andrés de Sola, spanischer Komponist und Organist (* 1634)
- 26. Mai: Heinrich Schwemmer, deutscher Komponist (* 1621)
- 06. Juni: Vincenzo Albrici, italienischer Organist und Komponist (* 1631)
- 29. Juni: Michel Lambert, französischer Sänger und Komponist (* 1610)
- 25. Juli: Clamor Heinrich Abel, deutscher Komponist, Violinist und Organist (* 1634)
- 19. August: Conrad Höffler, deutscher Komponist und Gambist (* 1647)
- 16. September: Andreas Herold, deutscher Stück- und Glockengießer (* 1623)
- 16. September: Lambert Pietkin, belgischer Komponist und Organist (* 1613)
- 17. September: Daniel Daniélis, Kapellmeister und Komponist aus dem Hochstift Lüttich (getauft 1635)
- 10. Dezember: Johann Christoph Arnschwanger, deutscher Kirchenlieddichter (* 1625)